# Exterritorial
Pour les articles homonymes, voir Extraterritorial.
Pour plus de détails, voir Fiche technique et Distribution.
Exterritorial est un film allemand écrit et réalisé par Christian Zübert et sorti en 2025.
Thriller d'action, avec Jeanne Goursaud, Dougray Scott et Lera Abova dans les rôles principaux, le film est sorti sur Netflix le 30 avril 2025,.

## Synopsis
Sara Wulf est une ancienne soldate des forces spéciales ayant servi en Afghanistan jusqu'en 2017 ; elle est la seule survivante d’un incident au cours duquel huit soldats ont été tués.
Avec son fils Joshua, appelé Josh, elle se rend au consulat américain à Francfort pour demander un visa de travail. Pendant sa longue attente, elle laisse brièvement son fils dans une salle de jeux, mais à son retour, il a disparu. Elle demande donc de l'aide à l'agent de sécurité régional Eric Kynch et au sergent Donovan. Selon Donovan, Joshua n'a pas été inscrit dans le registre lors de leur arrivée et les images de la caméra de surveillance montrent également uniquement Sara sans son fils. Elle contacte la police allemande, mais les autorités allemandes n'ont aucune autorité sur le territoire extraterritorial américain. Sa propre mère ne veut pas la croire non plus ; elle soupçonne que Sara n'a pas pris ses pilules. Sara est donc priée de quitter le consulat.
Au lieu de cela, Sara se cache dans le bâtiment et se lance elle-même à la recherche de son enfant. Elle rencontre Irina, retenue captive au consulat depuis presque deux mois. Irina lui propose de l'aider à chercher Josh mais, en échange, Sara devra l'aider à s'échapper du consulat.
Sara trouve un sac de drogue au consulat ; Josh a peut-être été témoin de quelque chose. Après un combat, Sara reçoit une injection de Kynch et tombe inconsciente. À son réveil, la consule générale Deborah Allen est à son chevet. Elle a été contactée par la mère de Sara, qui s'inquiète du trouble de stress post-traumatique et des délires de Sara suite à son déploiement en Afghanistan, au cours duquel le père de Joshua a également été tué.
Plus tard, Sara est libérée par Irina, dont le vrai nom est Kira Volkova. Son père est un dissident biélorusse qui a été tué par le gouvernement. Kira s'est enfuie à l'ambassade américaine à Minsk et la CIA l'a transférée à Francfort. Kira veut aller à Boston pour voir sa mère, et de là, avec les données sur une clé USB, elle espère pouvoir libérer d'autres dissidents. Sara a reçu une offre d'emploi dans une entreprise de sécurité aux États-Unis qui recherche d'anciens soldats. Elle découvre que Kynch est derrière l'offre afin de la faire entrer au consulat et qu'il était également présent en Afghanistan.
Sara reçoit une vidéo d'un journaliste montrant Kynch et un militant taliban. Selon le journaliste, Kynch est corrompu et est responsable de l'embuscade dans laquelle le groupe de Sara est tombé. Sara lance une diversion pour que Kira puisse s'échapper aux États-Unis via la France. Kynch avoue avoir kidnappé Josh et falsifié les images de surveillance. Sara est le dernier témoin survivant de l'incident en Afghanistan, et Kynch s'est senti sous la pression du journaliste. Son plan était de laisser Sara se déchaîner pour pouvoir lui tirer dessus en état de légitime défense.
Sara kidnappe la fille de Kynch, Aileen, et l'emmène dans une pièce de sûreté. Elle prévoit initialement d'échanger Aileen contre Josh, mais change ensuite d'avis et libère Aileen. Sara enregistre plus tard la confession de Kynch sur le magnétophone d'Aileen. Kynch lui-même était un soldat et se sentait démuni par l'armée pour faire face à un traumatisme, et se sentait également désavantagé financièrement. Il a donc conclu un accord avec les talibans afin d'améliorer sa situation financière.
Après que Sara a été blessée par balle par Kynch, Josh est libéré. Huit semaines plus tard, Sara appelle Kira ; Kynch est désormais en détention aux États-Unis. Donovan et l'homme au comptoir d'enregistrement étaient également impliqués dans le plan de Kynch. Sara voyage aux États-Unis avec Josh et prévoit d'y rencontrer Kira.

## Fiche technique
Sauf indication contraire, les informations mentionnées dans cette section peuvent être confirmées par la base de données cinématographiques IMDb,  présente dans la section « Liens externes ».
- Titre original : Exterritorial
- Réalisation : Christian Zübert
- Scénario : Christian Zübert
- Photographie : Matthias Pötsch (de)
- Montage : Ueli Christen
- Musique : Sara Barone
- Production : Oliver Berben (producteur exécutif), Götz Marx, Kerstin Schmidbauer (de), Franziska Suppee, Verena Vogl
- Sociétés de production :
- Pays de production : Allemagne
- Langue originale : allemand
- Format : couleur
- Genre : Thriller
- Durée : 109 minutes
- Dates de sortie[3] :  
  - Netflix : 30 avril 2025

## Distribution
Sauf indication contraire, les informations mentionnées dans cette section peuvent être confirmées par la base de données cinématographiques IMDb,  présente dans la section « Liens externes ».
- Jeanne Goursaud (VF : Florine Orphelin) : Sara Wulf
- Dougray Scott (VF : Guillaume Orsat) : Erik Kynch
- Lera Abova (VF : Ninon Moreau) : Irina / Kira Wolkowa
- Kayode Akinyemi (VF : Grégory Lerigab) : le sergent Donovan
- Annabelle Mandeng (de) (VF : Vanessa Van-Geneugden) : Deborah Allen
- Lara Babalola : la gestionnaire de service du bureau d'information
- Rickson Guy da Silva (VF : Gustave Brière) : Joshua « Josh » Wulf
- Godfrey Egbon (de) : Evan
- Kris Saddler (VF : Jérémie Bédrune) : Justin Martello
- Rada Rae (VF : Marine Duhamel) : Aileen Kynch
- Emanuel Fellmer (de) : Moritz Aniol
- Nina Liu : Joanna
- Susanne Michel (de) : Anja, la mère de Sara

 Source et légende : version française (VF) sur RS Doublage et le carton du doublage français.

## Production

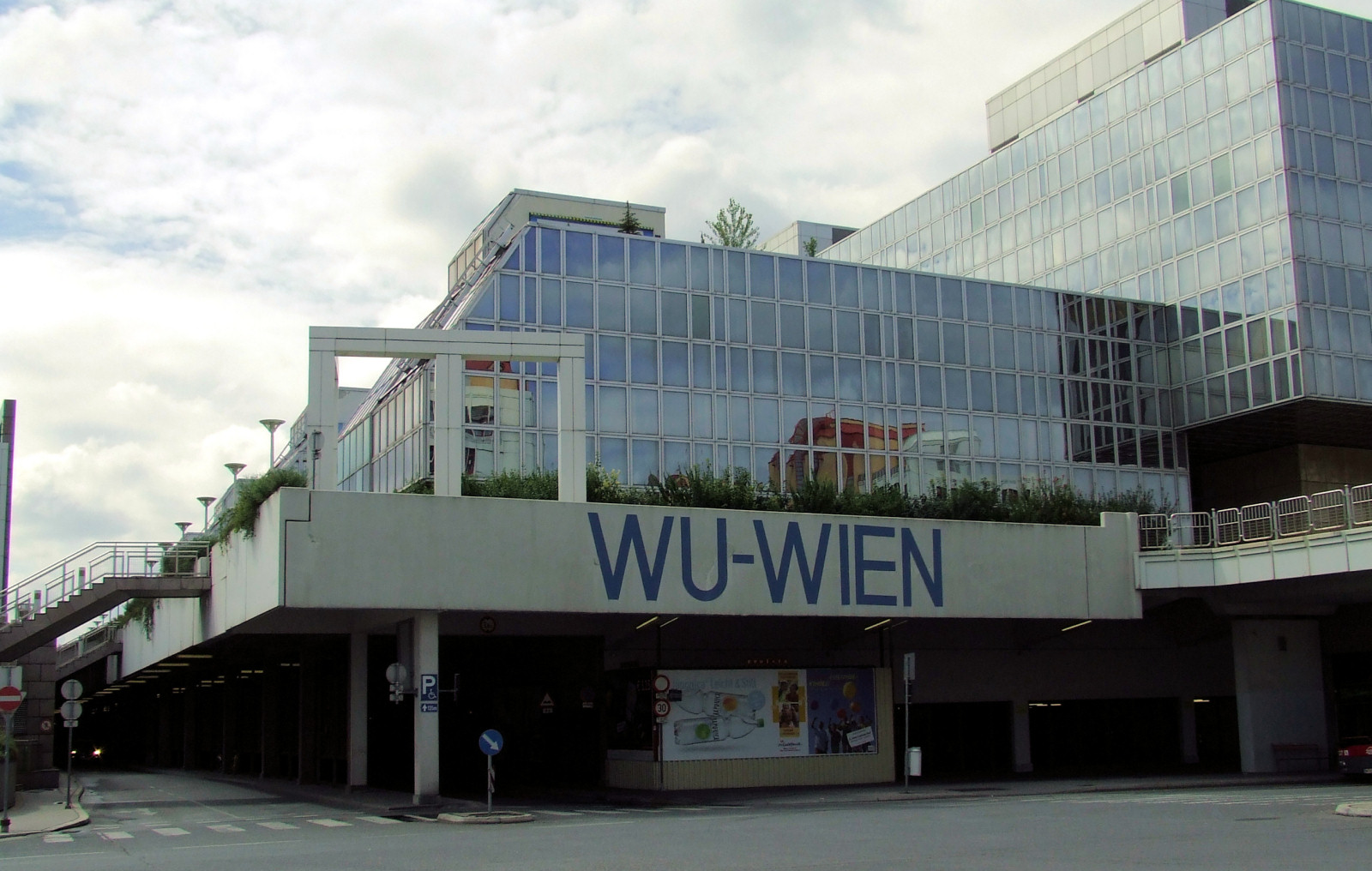
L'un des lieux de tournage : l'ancien bâtiment de l'Université d'économie et de commerce de Vienne.

Le film a été produit par Constantin Television, avec Kerstin Schmidbauer comme productrice et Oliver Berben comme producteur exécutif,. Le tournage a eu lieu à Vienne avec le soutien de FISAplus, et s'est terminé fin 2023,. Le tournage a eu lieu au Centre universitaire Althanstraße, siège de l'Université d'économie et de commerce de Vienne (de) (Wirtschaftsuniversität Wien) de 1982 à 2013.
La direction de caméra a été réalisée par Matthias Pötsch (de), la musique a été écrite par Sara Barone, le montage a été réalisé par Ueli Christen et le casting a été réalisé par Cornelia von Braun et Lisa Stutzky. La scénographie a été réalisée par Heike Lange, les costumes par Anna Zeitlhuber, le son par Herbert Verdino et le maquillage par Aurora Hummer. Katharina Haudum est la coordinatrice des intimité et Florian Hotz est le coordinateur des cascades,.
Le film a atteint la première place des classements Netflix dans 79 pays le 2 mai 2025,.

## Récompenses et distinctions
Sauf indication contraire, les informations mentionnées dans cette section peuvent être confirmées par la base de données cinématographiques IMDb,  présente dans la section « Liens externes ».
- (en) Exterritorial: Awards, sur l'Internet Movie Database